# Baldassarre Pisani
Baldassarre Pisani (Napoli, 6 aprile 1650 – XVII secolo) è stato un poeta italiano marinista.

## Vita

### Formazione
Il padre, Ignazio, lo avrebbe volentieri avviato alla mercatura, mentre lo zio, l'astrologo Filippo Finelli, avrebbe voluto destinarlo alle lettere.
Frequentò le scuole primarie dai Gesuiti, studiò comunque astrologia con lo zio, si dedicò alla letteratura e fece pratica di legge nello studio di un altro zio, Francesco Verde.
Cominciò a stampare uno degli ultimi canzonieri del barocco, la prima parte delle Poesie liriche, assai giovane, nel 1669, con notevole successo presso il più cospicuo gruppo rappresentante del ceto avvocatesco legato alla burocrazia vicereale (Lorenzo e Pietro Casaburi Urries, Biagio Cusano, Antonio Matina, Federico Meninni, Antonio Muscettola, Lorenzo de Rubeis, Girolamo Sersale).
Nello stesso anno divenne avvocato sostenendo le rituali "conclusioni" pubbliche in materia legale presso la chiesa di San Lorenzo in Napoli, in dibattito con gli avvocati Girolamo Borgia, futuro vescovo di Tropea, e Girolamo Lanfranchi; e fu nominato dottore del collegio napoletano, con dispensa vicereale per la giovane età.

### Tra impegno forense ed esercizio letterario
Parallelamente all'esercizio letterario ed erudito, appunto, nonostante le difficoltà continuamente lamentate, il Pisani continuava nel suo impegno forense ed istituzionale, coltivando molte relazioni importanti (come quella epistolare con Antonio Magliabechi, iniziata il 7 aprile 1685). Diversi furono i tentativi di sfuggire alla routine napoletana: nel 1683 prese contatti con il residente veneziano in Napoli nella speranza di ottenere una cattedra di umanità nello Studio padovano; nel 1694 chiese inutilmente al Magliabechi di appoggiarlo per un posto vacante di avvocato del Granduca di Toscana. Dalle lettere al Magliabechi si viene inoltre a sapere che nel 1698 un suo parente fu imprigionato per spaccio di moneta falsa.
Nonostante fosse decisamente schierato con i tardobarocchi (tra i quali ha una posizione importante), intrattenne buoni rapporti con i classicisti che all'epoca facevano capo a Leonardo di Capua e Carlo Buragna, come Giuseppe Castaldi, Biagio Guaragna Galluppo, Francesco Nicodemo, Carlo Antonio Sulla, Angelo Antonio Vitali, coi quali teneva a non essere tuttavia confuso (del Nicodemo scrisse al Magliabechi: "Benché sia mio amico però non vi professo famigliarità diretta essendo della setta de' petrarchisti"!, lettera al Magliabechi del 2 novembre 1685); intrattenne inoltre rapporti con l'Accademia degli Spensierati di Rossano.

## Opere

### Letterarie
La sua lirica successiva alle Poesie liriche del '69 è raccolta nella ristampa accresciuta e riformata della I parte delle Poesie liriche (1675-'76), nella stampa della II parte delle stesse, dedicate per metà all'imperatore e per metà a Cristina di Svezia (1685), della Ode pindarica alla Santità di papa Alessandro VIII nel giorno della sua consecrazione (1689), de L'armonie feriali. Poesie liriche (che è la III parte della raccolta, 1695), delle due centurie di Elegie italiane e degli Ossequi delle muse nell'acclamazione del nostro monarca Carlo III d'Austria (1708). Oltre a quella toscana, coltivò intensamente la lirica latina, come testimoniano i Selecti Charitum flosculi: epigrammata et elegiae e i componimenti compresi nella Pegasei fontis rivuli carmina miscellanea stampata a Perugia nel 1724.
Tre suoi drammi per musica (Arsinda d'Egitto, Il disperato innocente, Adamiro) furono rappresentati nel Palco Reale di Napoli; solo Adamiro fu stampato, prima anonimamente nel 1681, poi, dopo una fortunata rappresentazione palermitana, col nome dell'autore. Secondo la notizia del coevo Giacinto Gimma, del 1701 sarebbe la stampa di tre sacre rappresentazioni, Il decembre fiorito, Il riscatto del mondo e La cascata degl'idoli; di quest'ultima opera parla Andrea Perrucci nella sua Arte rappresentativa meditata e all'improvviso, relativamente ad un dialogo in versi contenutovi (tra Nardiello e Sguazzone). Tra i melodrammi, Tancredi in Antiochia fu rappresentato nel 1686; altri titoli testimoniano il suo impegno in questo genere: La Doriclea, L'Endimione, La Floridalba, L'Alcibiade, L'Isicratea, L'Alarico, L'Almerinda, Focione, Dionisio tiranno di Siracusa.
Si segnalano le sue laboriose Epistole istoriche e favolose.

### Giuridiche
In materia legale ci sono, registrate sempre dal Gimma diverse allegazioni giuridiche, a cui si aggiunge il trattato di legislazione delle acque De iure maritimo in quo variae quaestiones enucleantur tam feudales quam iurisdictionales et quae ad regalia pertinent. Agitur idem de iuribus piscandi, de servitutibus, de nautis et de navigiis, de assicurationibus aliisque contractibus maritimis ad mercaturam spectantibus. Si ricordano anche i Consigli legali, a cui pose mano nel 1692.